# Cidadap (Karangnunggal)
Cidadap is een bestuurslaag in het regentschap Tasikmalaya van de provincie West-Java, Indonesië. Cidadap telt 4625 inwoners (volkstelling 2010).